# Мозаичнохвостые крысы
Мозаичнохвостые крысы (Melomys) — род грызунов семейства мышиных. Включает 23 вида.
Тело длиной 9—18 см, хвост от 11 до 20 сантиметров. Вес колеблется от 30 до 200 г. Мех мягкий и пушистый, как правило, коричневого или красновато-коричневого цвета сверху, нижняя сторона белая или бежевая. Хвост безволосый, а чешуи на нем расположены в виде мозаики. Эта мозаика по форме значительно отличается от кольчатых чешуек, которые имеются у крыс.
Виды распространены от восточной Индонезии через Новую Гвинею до Австралии. Место обитания большинства видов - леса, некоторые виды живут на лугах. Это в первую очередь наземные обитатели, но могут также забираться на деревья. Иногда они строят свои гнёзда в ветвях, но чаще в корневой системе или в полых стволах деревьев. Ведут ночной образ жизни, прячась в течение дня в укрытиях. Еда этих животных состоит из плодов, ягод и других растительных материалов.
Большое количество островных эндемиков находятся под угрозой исчезновения. Согласно Красной книгой МСОП, только 9 из 22 видов не подвержены риску.
Виды
- Тёмная мозаичнохвостая крыса (Melomys aerosus)
- Melomys arcium
- Melomys bannisteri
- Крыса Бугенвиля (Melomys bougainville)
- Травяная мозаичнохвостая крыса (Melomys burtoni)
- Кейпйоркская мозаичнохвостая крыса (Melomys capensis)
- Melomys caurinus
- Буроногая мозаичнохвостая крыса (Melomys cervinipes)
- Melomys cooperae
- Melomys dollmani
- Серамская мозаичнохвостая крыса (Melomys fraterculus)
- Melomys frigicola
- Melomys fulgens
- Melomys howi
- Белобрюхая банановая крыса (Melomys leucogaster)
- Melomys lutillus
- Melomys matambuai
- Обийская крыса (Melomys obiensis)
- Melomys paveli
- Рифовая мозаичнохвостая крыса (Melomys rubicola) †
- Melomys rufescens
- Мозаичнохвостая крыса Спичта (Melomys spechti)
- Melomys talaudium